# BMW R 4
La BMW R 4  est une motocyclette monocylindre de 400 cm3 du constructeur allemand BMW, produite en plusieurs versions de 1932 à 1937. Ce fut le premier modèle de la marque équipé d'une boîte de vitesses à quatre rapports.

## Origine et usages
Depuis 1930 et l'arrêt de la commercialisation de ses bicylindres 500 cm3 R 52 et R57, la gamme BMW ne comportait plus que la R 2 de 200 cm3 et les bicylindres 750 cm3 R 11 et R 16. Pour reconstituer une offre de cylindrée moyenne, BMW crée la R 4, un monocylindre de 400 cm3 dont le moteur est dérivé de celui de la R 2.  La R 4 sera produite, en cinq versions différentes, à plus de 15 000 exemplaires entre 1932 et 1937.
Même si la R 4 n'égalait pas en puissance les modèles de la concurrence, elle acquit une réputation de grande robustesse qui en assura le succès commercial, notamment auprès des forces armées et de la police.
BMW engagea aussi des R 4, sans aucune modification, dans des compétitions de tout-terrain.

## Caractéristiques et évolutions

### 1resérie(1932)
La R 4/1 reprend l'essentiel des solutions techniques de la R 2 : cadre rigide en tôle emboutie, fourche avant suspendue par ressorts à lames, boîte de vitesses à trois rapports commandée par un levier situé à droite du moteur, freins avant et arrière à tambour.
Le moteur, dérivé de celui de la R 2, est un monocylindre quatre-temps culbuté de 398 cm3 délivrant 12 ch. La R 4/1 pèse 137 kg et peut atteindre les 100 km/h. Elle fut produite à 1 101 exemplaires.

### 2esérie(1933)
En 1933, la R 4/2 est la première BMW à recevoir une boîte de vitesses à quatre rapports,. Elle bénéficie en outre de quelques autres évolutions techniques (nouveaux kick et filtre à air) et esthétiques (nouvelle selle, repose-pieds recouverts de caoutchouc). La R4/2 fut construite à 1 737 exemplaires.

### 3esérie(1934)
Le moteur de la R4/3 est doté d'une nouvelle culasse et sa puissance atteint 14 ch. Le levier de vitesses passe désormais dans un guide sur le côté droit du réservoir. La R4/3 fut produite à 3 671 exemplaires.

### 4esérie(1935)
La R4/4, produite à 3 651 exemplaires, reçoit un nouvel éclairage avant et une fourche améliorée par l'adjonction d'un double amortisseur à friction.

### 5esérie(1936-1937)
La R4/5, dernière évolution de la R 4, reçoit une nouvelle boîte de vitesses. Elle fut produite  à 5 033 exemplaires, dont une grande partie vendue aux forces armées pour les estafettes et l'entraînement des soldats.

## Galerie

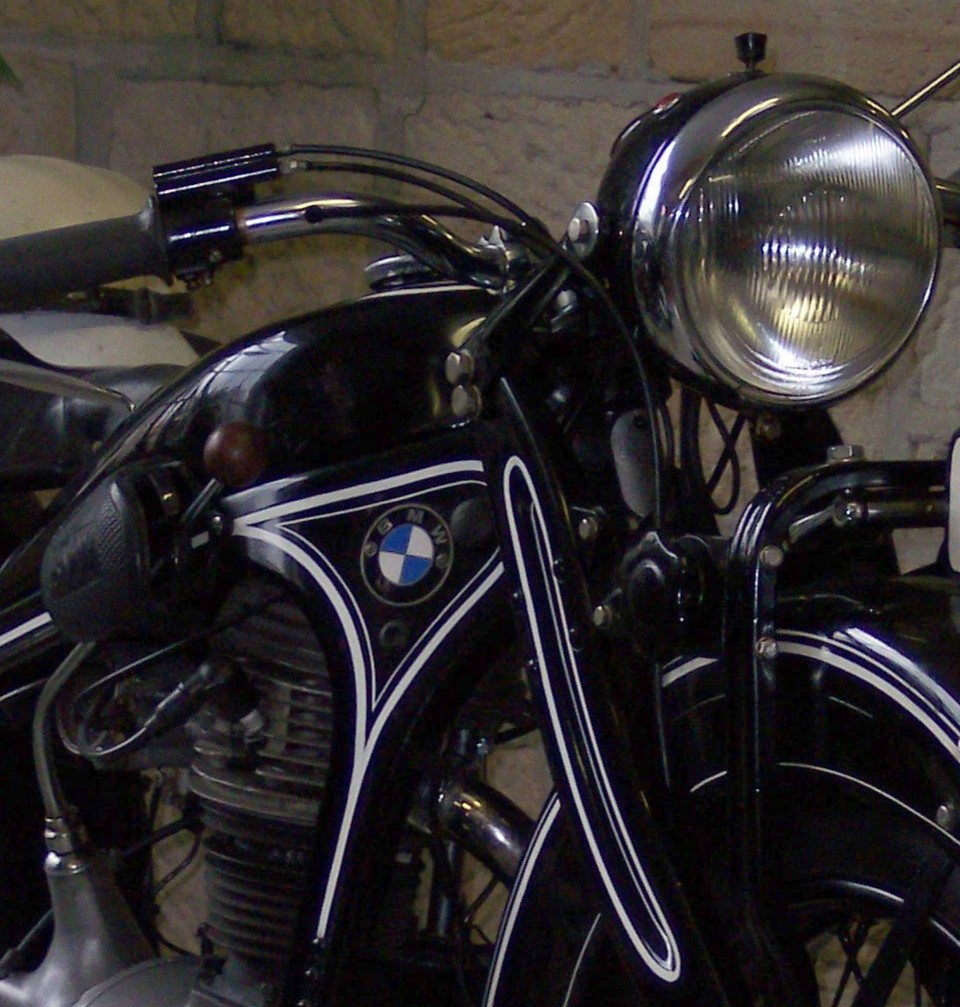
R4/4 : levier de vitesses guidé le long du réservoir et amortisseur à friction réglable au-dessus du garde-boue.

### Sites externes
- Site allemand sur les monocylindres BMW
- Site officiel BMW sur ses modèles historiques
- Moto-collection, un site en français avec de nombreuses fiches par modèle et par marque